# Przejrzystość (akustyka)
Przejrzystość – właściwość dźwięku pozwalająca słuchaczowi rozróżniać podstawowe składowe informacyjne. Jest ona zależna od tego, w jakim stopniu dźwięk jest wolny od wszelkiego rodzaju zniekształceń.